# Accattone
Accattone é um filme italiano de 1961, escrito e dirigido por Pier Paolo Pasolini.

## Sinopse
Accattone era um cafetão da periferia pobre de Roma na década de 1960 e vive dos rendimentos ganhos pela sua prostituta Maddalena. Nunca trabalhou um só dia na sua vida e passa o tempo pelos cafés com os seus também ociosos amigos. Quando Maddalena é presa por perjúrio, perde a sua fonte de rendimento e, sem ninguém para o sustentar, começa o seu declínio, chegando a passar fome. Até que conhece a bela e inocente Stella. Tenta iniciá-la na prostituição, mas se apaixona e decide arranjar uma forma de a sustentar com trágicas consequências.

## Elenco
- Franco Citti … Vittorio "Accattone" Cataldi
- Franca Pasut … Stella
- Silvana Corsini … Maddalena
- Paola Guidi … Ascenza
- Adriana Asti … Amore
- Luciano Conti … Il Moicano
- Luciano Gonini … Piede D'Oro
- Renato Capogna … Renato
- Alfredo Leggi … Papo Hirmedo
- Galeazzo Riccardi … Cipolla
- Leonardo Muraglia … Mammoletto
- Giuseppe Ristagno … Peppe
- Roberto Giovannoni … The German
- Mario Cipriani … Balilla
- Roberto Scaringella… Cartagine
- Silvio Citti … Sabino
- Giovanni Orgitano … Scucchia
- Piero Morgia … Pio
- Umberto Bevilacqua … Salvatore
- Franco Bevilacqua … Franco
- Amerigo Bevilacqua … Amerigo
- Sergio Fioravanti … Gennarino
- Adele Cambria … Nannina
- Adriano Mazzelli … Amore's client
- Mario Castiglione … Mario
- Dino Frondi … Dino
- Tommaso Nuovo … Tommaso
- Romolo Orazi … Avô
- Massimo Cacciafeste… Brother-in-law
- Mario Guerani … Il commissario
- Stefano D'Arrigo … Il giudice istruttore
- Enrico Fioravanti … Agente
- Nino Russo … Agente (como Enrico Russo)
- Edgardo Siroli … Farlocchio
- Renato Terra … Farlocchio
- Emanuele Di Bari … Sor Pietro
- Franco Marucci … Accattone's Friend
- Carlo Sardoni … Accattone's Friend
- Adriana Moneta … Margheritona
- Polidor … Becchino
- Danilo Alleva … Iaio
- Sergio Citti … Garçom
- Elsa Morante … Prisioneira
- Gabriele Baldini … Intelectual (sem créditos)